# Jag och andra
Jag och andra är en essäsamling av den mexikanske författaren Carlos Fuentes utgiven på svenska 1988. Samlingen innehåller texter om Fuentes eget och andra författares skrivande samt hans doktorstal vid Harvard University 1983.

## Innehåll
Del ett: Jag
- Hur jag började skriva
- Hur jag skrev en av mina böcker

Del två: Andra
- Cervantes, eller kritiken av läsandet
- Två århundraden med Diderot
- Gogol
- Luis Buñuel och frihetens film
- Borges fritt framförd
- Den andre K (om Milan Kundera)
- Gabriel García Márquez och uppfinningen av Amerika

Del tre: Vi
- Ett doktorstal vid Harvard